# Gombóc Artúr
Gombóc Artúr egy kitalált figura, rajzfilmszereplő. Kék színű kövér madár a Csukás István ötlete alapján készült Pom Pom meséi című rajzfilmsorozatban, rajzolt figuráját Sajdik Ferenc grafikusművész alkotta meg. A sorozatban főszereplő, a legtöbb epizódban megjelent.
A Pom Pom meséi pilot epizódja Gombóc Artúr történetét helyezi előtérbe, majd a sorozat folyamán több figura történetében is felbukkan, legtöbbször problémamegoldó szerepet tölt be. Négy epizódban nem szerepelt a sorozatban (A vastalpú cölöpverő, Az ásító sárkány, A zengőtorkú nyivákoló, A zengő-bongó fésű). Szinkronhangja Körmendi János és Csákányi László.

## Személyisége
Gombóc Artúr karakteréről a leginkább köztudott, hogy rajong a csokoládéért. A pilot epizódban lévő erről szóló jelenet – melyben felsorolja, mindenféle csokoládét szeret – szintén köztudatban él. Az epizódban Pom Pom elmeséli, hogy Gombóc Artúr egy különösen kövér madár, aki már röpképtelenné vált, ezért úgy döntött, különleges fogyókúrába vág, mely szerint kizárólag csokoládét ehet. A fogyókúra természetesen nem vezet eredményre.
Gombóc Artúr pozitív szereplő, sokszor bajba keveredik, máskor másokon segít.